# Restaurant (revista)
La revista británica Restaurant publica una lista anual de los cincuenta mejores restaurantes del mundoen una encuesta a chefs y críticos internacionales.

## Los mejores restaurantes del mundo por año
- 2002 El Bulli, Rosas, Gerona, Cataluña, España
- 2003 The French Laundry, Yountville, California, Estados Unidos
- 2004 The French Laundry, Yountville, California, Estados Unidos
- 2005 The Fat Duck, Bray (Berkshire), Inglaterra, Reino Unido
- 2006 El Bulli, Rosas, Gerona, Cataluña, España
- 2007 El Bulli, Rosas, Gerona, Cataluña, España
- 2008 El Bulli, Rosas, Gerona, Cataluña, España
- 2009 El Bulli, Rosas, Gerona, Cataluña, España
- 2010 Noma, Copenhague, Dinamarca
- 2011 Noma, Copenhague, Dinamarca
- 2012 Noma, Copenhague, Dinamarca
- 2013 El Celler de Can Roca, Gerona, Cataluña, España
- 2014 Noma, Copenhague, Dinamarca
- 2015 El Celler de Can Roca, Gerona, Cataluña, España
- 2016 Osteria Francescana, Módena, Módena, Italia
- 2017 Eleven Madison Park, New York, New York, USA

## Top 50 del 2008
La lista del 2008 de los mejores restaurantes del mundo, según la revista Restaurant:
1. El Bulli, (Rosas, Gerona, España) (El mejor de Europa)
2. The Fat Duck, Reino Unido
3. Pierre Gagnaire, Francia
4. Mugaritz, San Sebastián, País Vasco, España
5. The French Laundry, California, Estados Unidos (El mejor de América del Norte)
6. per se, Nueva York, Estados Unidos
7. Bras, Francia
8. Arzak, (San Sebastián, Guipúzcoa, País Vasco, España)
9. Tetsuya's, Sídney, Australia 	(El mejor de Australia)
10. Noma, Copenhague, Dinamarca
11. L'Astrance, París, Isla de Francia, Francia
12. Gambero Rosso, San Vincenzo, Italia
13. Restaurant Gordon Ramsay, Londres, Inglaterra, Reino Unido
14. L'Atelier de Joël Robuchon, París, Isla de Francia, Francia
15. Restaurant Le Louis XV, Mónaco
16. St John, Londres, Reino Unido
17. Jean-Georges, Nova York, Estados Unidos
18. Alain Ducasse au Plaza Athénée, París, Francia
19. Hakkasan, Londres, Reino Unido
20. Le Bernardin, Nova York, Estados Unidos
21. Alinea, Chicago, Estados Unidos
22. Le Gavroche, Londres, Reino Unido
23. Dal Pescatore, Canneto sull'Oglio (Mantova), Italia
24. Le Cinq, París, Francia
25. Troisgros, Roanne, Francia
26. El Celler de Can Roca, (Gerona, Cataluña, España)
27. L'Hotel de Ville - Philippe Rochat, Crissier, Suiza
28. Hof van Cleve, Kruishoutem, Bélgica
29. Martin Berasategui, San Sebastián, Guipúzcoa, País Vasco, España
30. Nobu London, Londres, Reino Unido
31. El Racó de Can Fabes, (San Celoni, Barcelona, Cataluña, España)
32. Enoteca Pinchiorri, Florencia, Toscana, Italia
33. Le Meurice, París, Francia
34. Vendome, Bergisch Gladbach, Renania del Norte-Westfalia, Alemania
35. Die Schwarzwaldstube, Baiersbronn im Schwarzwald, Baden-Wurtemberg, Alemania
36. Le Calandre, Padua, Véneto, Italia
37. Chez Panisse, Berkeley, California, Estados Unidos
38. Charlie Trotter's, Chicago, Illinois, Estados Unidos
39. Chez Dominique, Hèlsinki, Finlandia
40. DOM, São Paulo, Brasil
41. Daniel, Nova York, Estados Unidos
42. Oud Sluis, Sluis, Países Bajos
43. Ristorante Cracco, Milán, Lombardía Italia
44. Asador Etxebarri, Axpe Achondo, Vizcaya, País Vasco, España
45. Les Ambassadeurs, París, Francia
46. L'Arpège, París, Isla de Francia, Francia
47. Tantris, Múnich, Baviera, Alemania
48. Oaxen Skärgårdskrog, Oaxen, Suecia
49. Rockpool, Sídney, Nueva Gales del Sur, Australia
50. Le Quartier Francés, Franschhoek, Sudáfrica

## Top 50 del 2007
La lista del 2007 de los mejores restaurantes del mundo, según la revista Restaurant:
1. El Bulli, (Rosas, Gerona, Cataluña, España) (El mejor de Europa)
2. The Fat Duck, Reino Unido
3. Pierre Gagnaire, Francia
4. French Laundry, Estados Unidos (El mejor de América)
5. Tetsuya's, Australia (El mejor de Australia)
6. Bras, Francia
7. Mugaritz, (San Sebastián, Guipúzcoa, País Vasco, España)
8. Restaurant Le Louis XV, Mónaco
9. Per Se, Estados Unidos
10. Restaurante Arzak, (San Sebastián, Guipúzcoa, País Vasco, España)
11. El Celler de Can Roca, (Gerona, Cataluña, España)
12. Gambero Rosso, Italia
13. L'Atelier, Francia
14. Hof van Cleve, Bélgica
15. Noma, Dinamarca
16. Le Calandre, Italia
17. Nobu, Reino Unido
18. Jean-Georges, Estados Unidos
19. Hakkasan, Reino Unido
20. Restaurant Alain Ducasse, Francia
21. L'Astrance, Francia
22. El Racó de Can Fabes, (San Celoni, Barcelona, Cataluña, España)
23. L'Ambroisie, Francia
24. Gordon Ramsay (Royal Hospital Road), Reino Unido
25. La Maison Troisgros, Francia
26. Le Bernardin, Estados Unidos
27. Martin Berasategui, (Lasarte-Oria, Guipúzcoa, País Vasco, España)
28. Le Gavroche, Reino Unido
29. Le Cinq, Francia
30. Charlie Trotter's, Estados Unidos
31. Dal Pescatore, Italia
32. Daniel, Estados Unidos
33. Rockpool, Australia
34. St John, Reino Unido
35. Chez Dominique, Finlandia
36. Alinea, Estados Unidos
37. Bujará, India (El mejor de Asia)
38. DOM, Brasil
39. Oaxen Skärgårdskrog, Suecia
40. Chez Panisse, Estados Unidos
41. Enoteca Pinchiorri, Italia
42. Cracco Peck, Italia
43. L'Arpège, Francia
44. River Café, Reino Unido
45. Oud Sluis, Países Bajos
46. Combal Zero, Italia
47. Le Quartier Francais, Sudáfrica
48. Taillevent, Francia
49. Bocuse, Francia
50. Les Ambassadeurs, Francia

## Top 50 del 2006
La lista del 2006 de los mejores restaurantes del mundo, según la revista Restaurant:
1. El Bulli, (Rosas, Gerona, Cataluña, España) (El mejor de Europa)
2. The Fat Duck, Reino Unido
3. Pierre Gagnaire, Francia
4. French Laundry, Estados Unidos (El mejor de América)
5. Tetsuya's, Australia (El mejor de Australia)
6. Michel Bras, Francia
7. Restaurant Le Louis XV, Mónaco
8. per se, Estados Unidos
9. Restaurante Arzak, (San Sebastián, Guipúzcoa, País Vasco, España)
10. Mugaritz, Rentería, Guipúzcoa, País Vasco, España
11. El Racó de Can Fabes, (San Celoni, Barcelona, Cataluña, España)
12. Nobu, Reino Unido
13. Gambero Rosso, Italia
14. Gordon Ramsay (Royal Hospital Road), Reino Unido
15. Restaurant Alain Ducasse, Francia
16. Jean-Georges, Estados Unidos
17. Le Cinq, Francia
18. Daniel, Estados Unidos
19. Oud Sluis, Países Bajos
20. Chez Panisse, Estados Unidos
21. El Celler de Can Roca, (Gerona, Cataluña, España)
22. L'Astrance, Francia
23. Hof van Cleve, Bélgica
24. La Maison Troisgros, Francia
25. L'Atelier, Francia
26. Charlie Trotter's, Estados Unidos
27. Le Gavroche, Reino Unido
28. La Colombe, Sudáfrica
29. Enoteca Pinchiorri, Italia
30. Rockpool, Australia
31. Le Calandre, Italia
32. Le Bernardin, Estados Unidos
33. Noma, Dinamarca
34. Restaurant Dieter Muller, Alemania
35. St John, Reino Unido
36. Hakkasan, Reino Unido
37. Martin Berasategui, (Lasarte-Oria, Guipúzcoa, País Vasco, España)
38. Le Quartier Francais, Sudáfrica
39. Chez Dominique, Finlandia
40. L'Ambroisie, Francia
41. Die Schwarzwaldstube, Alemania
42. Dal Pescatore, Italia
43. Paul Bocuse, Francia
44. L'Arpege, Francia
45. Gramercy Tavern, Estados Unidos
46. Bujará, India
47. De Karmeliet, Bélgica
48. Oaxen, Suecia
49. Comme Chez Soi, Bélgica
50. DOM, Brasil